# The 12" Collection
The 12” Collection – kolekcja sześciu płyt winylowych szwajcarskiego zespołu Yello wydana w 1988 roku przez wytwórnię Mercury Records. Na kolekcję tę składają się największe i najbardziej popularne dotąd wydane single zespołu, które ukazały się na płytach winylowych. Charakterystyczną cechą tego wydawnictwa muzycznego jest fakt, iż wszystkie winyle są koloru żółtego.

## Lista utworów
1. Let Me Cry (Vertigo)
  1. „Let Me Cry” – 4:15
  2. „Haunted House” – 4:28
2. Lost Again (Vertigo)
  1. „Lost Again” – 7:20
  2. „I Love You” – 7:02
  3. „Bostich (N'est-Ce Pas)” – 3:30
3. Live at the Roxy (Vertigo)
  1. „Yello Live at the Roxy N.Y. Dec. 83” – 15:00
4. Goldrush (Vertigo)
  1. „Goldrush I” – 6:31
  2. „Goldrush II” – 6:12
  3. „She’s Got a Gun (Live at the Palladium, N.Y.)” – 4:20
5. Call It Love (Vertigo)
  1. „Call It Love” – 7:04
  2. „L'Hôtel” – 3:57
  3. „Call It Love (Trego Snare Version)” – 6:21
6. The Rhythm Divine (Mercury)
  1. „The Rhythm Divine” – 5:05
  2. „Dr. Van Steiner (Instrumental)” – 4:02
  3. „Tool in Rose” – 5:38